# La vita segreta delle parole
La vita segreta delle parole (La vida secreta de las palabras) è un film del 2005 scritto e diretto da Isabel Coixet.
La pellicola, presentata fuori concorso alla 62ª Mostra internazionale d'arte cinematografica di Venezia nella sezione Orizzonti, è dedicata a Inge Genefke, neurologa danese impegnata nel recupero di persone vittime di torture.

## Trama
La giovane Hanna è sorda, straniera in Gran Bretagna, e trascorre con una ripetitività maniacale le giornate solitarie, tra la sua casa e la fabbrica in cui lavora. L'handicap la costringe a servirsi di un apparecchio acustico che, per altro, le è utile per decidere quando non ascoltare i rumori della fabbrica o semplicemente isolarsi dal mondo. Hanna viene convocata dalla proprietà e costretta a prendersi un mese di vacanza, dato che dopo anni non si è mai presa né una vacanza né un giorno di malattia.
Quasi a malincuore la donna va in città in pullman per poi raggiungere chissà quale meta. Casualmente ascolta una conversazione nella quale un uomo è alla ricerca di un'infermiera che accudisca un ferito. Così Hanna si propone e coglie al volo l'occasione per tornare alla sua professione.
Le viene affidato il compito di curare il ferito di un incendio sviluppatosi su una piattaforma petrolifera. Fintanto che non guarisca o che non sia possibile trasportarlo, deve essere curato sul posto. Così Hanna si ritrova in mezzo al Mare del Nord in una piccola comunità nella quale, seppur tra mille titubanze, si vede via via sempre più portata naturalmente a interagire e aprirsi.
In particolare con Josef, il ferito, con il quale passa molta parte della giornata, il rapporto è più stretto. L'uomo, con gravi ustioni sul viso, sul busto, su un braccio e temporaneamente cieco, cerca fin dall'inizio di esorcizzare il suo stato di malattia cercando di fare breccia nelle resistenze dell'infermiera.
Hanna, alloggiata proprio nella cabina di Josef, ascolta il messaggio telefonico che una donna aveva lasciato allo stesso. Quindi viene a sapere che l'uomo perito nell'incendio non è stato una vittima accidentale. A dispetto di quanto riferito alle autorità e alla famiglia, quell'uomo si è gettato tra le fiamme e Josef, suo amico, aveva invano cercato di salvarlo. Quando capisce che quanto accaduto era seguito alla rivelazione che Josef gli aveva fatto della sua storia d'amore con sua moglie, Hanna capisce il dramma che quell'uomo sta vivendo. Così, come lui si era aperto a lei, anche lei decide di rivelare a Josef il suo dramma. Hanna è originaria della Croazia e, durante il conflitto della Jugoslavia, è stata rapita e violentata.
Josef viene trasferito in ospedale su consiglio di Hanna che, così, scompare senza che lui l'abbia mai vista in faccia. Quando Josef si rimette completamente, sente di aver bisogno di Hanna più di ogni altra cosa. Lascia il lavoro, il vecchio amore e si mette alla ricerca della ragazza. Nel farlo entra in contatto con Inge, una donna danese specializzata nella riabilitazione di vittime di torture, che ha curato Hanna e che lo mette in guardia su quello che sta tentando di fare.
Più deciso che mai, Josef raggiunge Hanna e, all'uscita della fabbrica, le annuncia di voler trascorrere con lei il resto della sua vita. Dopo un'iniziale titubanza Hanna scioglie tutte le riserve e si apre a una nuova vita.

## Riconoscimenti
- Premi Goya 2006
  - Miglior film
  - Miglior regista
  - Miglior produzione
  - Miglior sceneggiatura originale